# Luis Ponce de León y Encina
Luis Ponce de León y Encina (Algeciras, Cádiz, 1870-Madrid, 5 de noviembre de 1955) fue un jurista español del siglo XX.

## Biografía
Perteneció a una familia de juristas y regidores de la villa de Albacete. Nació aproximadamente en 1870 en Algeciras, siendo el octavo de los nueve hijos del abogado y registrador de la propiedad, Juan Galo Ponce de León y Monedero natural de Albacete y de María Encarnación Encina y Ordóñez, natural de Fuensalida, Toledo.
Vivió en Algeciras, donde su padre ejerció como registrador de la propiedad, cargo del que se jubiló en 1876. Poco después, se instalaron en Málaga, Juan Galo ejerció como abogado hasta su fallecimiento en 1877.
Luis Ponce fue alumno de la Facultad de Derecho de la Universidad Central (Madrid) de 1890 a 1899 y ejerció en Madrid.
En 1906 juró el cargo de procurador de los Tribunales, desempeñándose en Madrid, tuvo despacho en la calle de Orfila n.º 3 entre 1909 y 1911 y procurador en la Audiencia Provincial de Madrid hasta 1916, en que fue nombrado inspector de Hacienda como Oficial Tercero de la Hacienda Pública de Madrid. En 1931 fue nombrado, en ascenso de escala, jefe de administración de tercera clase del Cuerpo General de Administración de la Hacienda Pública.
En lo familiar, puede anotarse que el 15 de marzo de 1916 falleció su madre en Madrid, a los ochenta años de edad, y que entre 1916 y 1920, se casó en Madrid con la viuda Laura Molero Martín de Blas, y que no tuvieron hijos. En el Centro Documental de la Memoria Histórica, en Delegación Nacional de Servicios Documentales de la Presidencia del Gobierno, existe ficha de Luis Ponce de León Encina, con fecha de creación 1937/1977 e Índices de Descripción: Represión política y Dictadura (1939-1975).
Falleció en Madrid, 5 de noviembre de 1955.